# Eléonore Vergeot
Éléonore Vergeot, nascida em Estouilly (Somme) em 3 de setembro de 1820, falecida em 4 de agosto de 1886 em Vésinet, era empregada doméstica, amante de Napoleão III. Ela foi apelidada de "a bela sabotière".

## Vida
Ela era filha de Antoine Vergeot, tecelão, e Marie-Louise Camus. Suas origens modestas anunciavam uma existência desprovida de originalidade. A chegada à fortaleza de Ham, em 1840, de Luís-Napoleão Bonaparte, condenado à prisão perpétua, após sua segunda tentativa de tomada do poder, mudaria seu destino. Ela havia sido empregada primeiro, como empregada doméstica, com Caroline O'Hara, enfermeira, amante e, mais tarde, segunda esposa do conde de Montholon que, cúmplice do príncipe, se juntara a ele em Ham. Em 25 de maio de 1841, uma carta do Ministro do Interior autoriza também Éléonore Vergeot a visitar e consertar o linho do futuro Napoleão III. Uma ligação não demora a ser amarrada a esta, à qual a autoridade decide fechar os olhos. Surgiram sucessivamente dois filhos, Eugène (Alexandre-Louis) Bure e Alexandre (Louis-Ernest) Bure, nascidos respectivamente em 1843 e 1845, cuja jovem daria à luz em Paris.
O idílio durou até a fuga do príncipe em 1846. Graças a essa longa intimidade, Louis-Napoleon trabalhou para completar a educação de Éléonore, tornando-se um professor paciente. Em várias ocasiões durante esses anos, ela conheceu Pierre Bure visitando Ham: nascido em Paris, irmão adotivo de Louis-Napoleon, ele administrava os negócios do príncipe-presidente dos franceses. Ela o encontrara em Paris, quando estava dando à luz. Agora privada de seu ilustre amante, que em breve se estabelecerá em Paris, ela se torna amante de Bure e tem um filho, Jean. Nomeado, após a restauração do Império, Tesoureiro Geral da Coroa, com um salário anual de 30.000 F, cavaleiro, então oficial da Legião de Honra, Pierre Bure casou-se com ele em Paris, em 3 de agosto de 1858, e reconhece o filho que ela tinha dado a ele, assim como os dois que ela tinha dado por Louis-Napoleon, todos os três disseram ter nascido de um pai desconhecido. A importância dos bens que constituem a contribuição da futura esposa, no contrato de casamento (estudo Delaporte, Paris em 2 de agosto de 1858), sugere as liberalidades de Luís-Napoleão para com ela.
Éléonore Vergeot morreu em Le Vésinet. Seus restos mortais repousam no cemitério de Montmartre. Pierre Bure, entretanto, morreu em Paris em 17 de janeiro de 1882.